# Cumbre de la Zona desmilitarizada de Corea

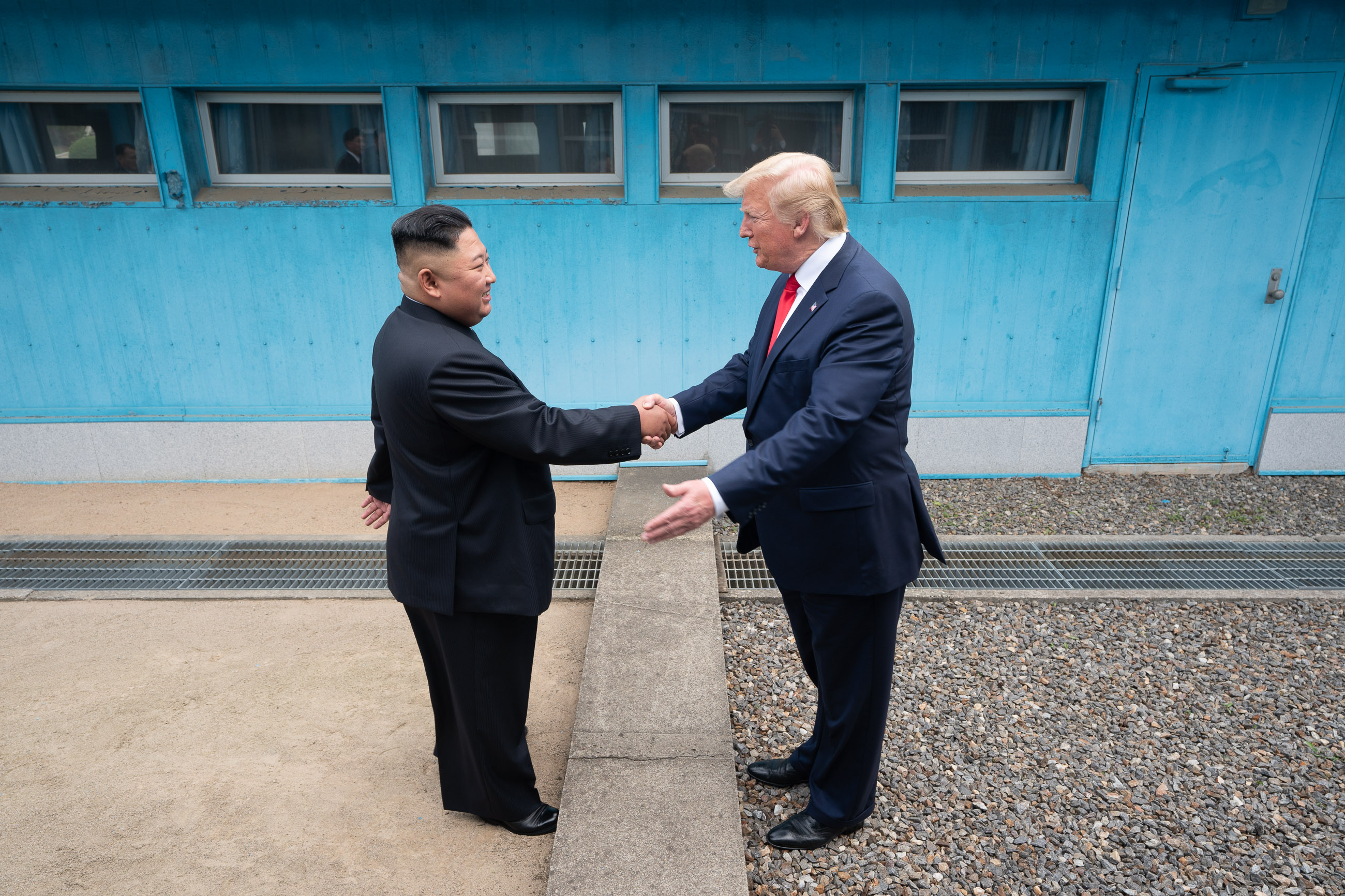
El presidente de Estados Unidos Donald Trump Saluda a Kim Jong-un.

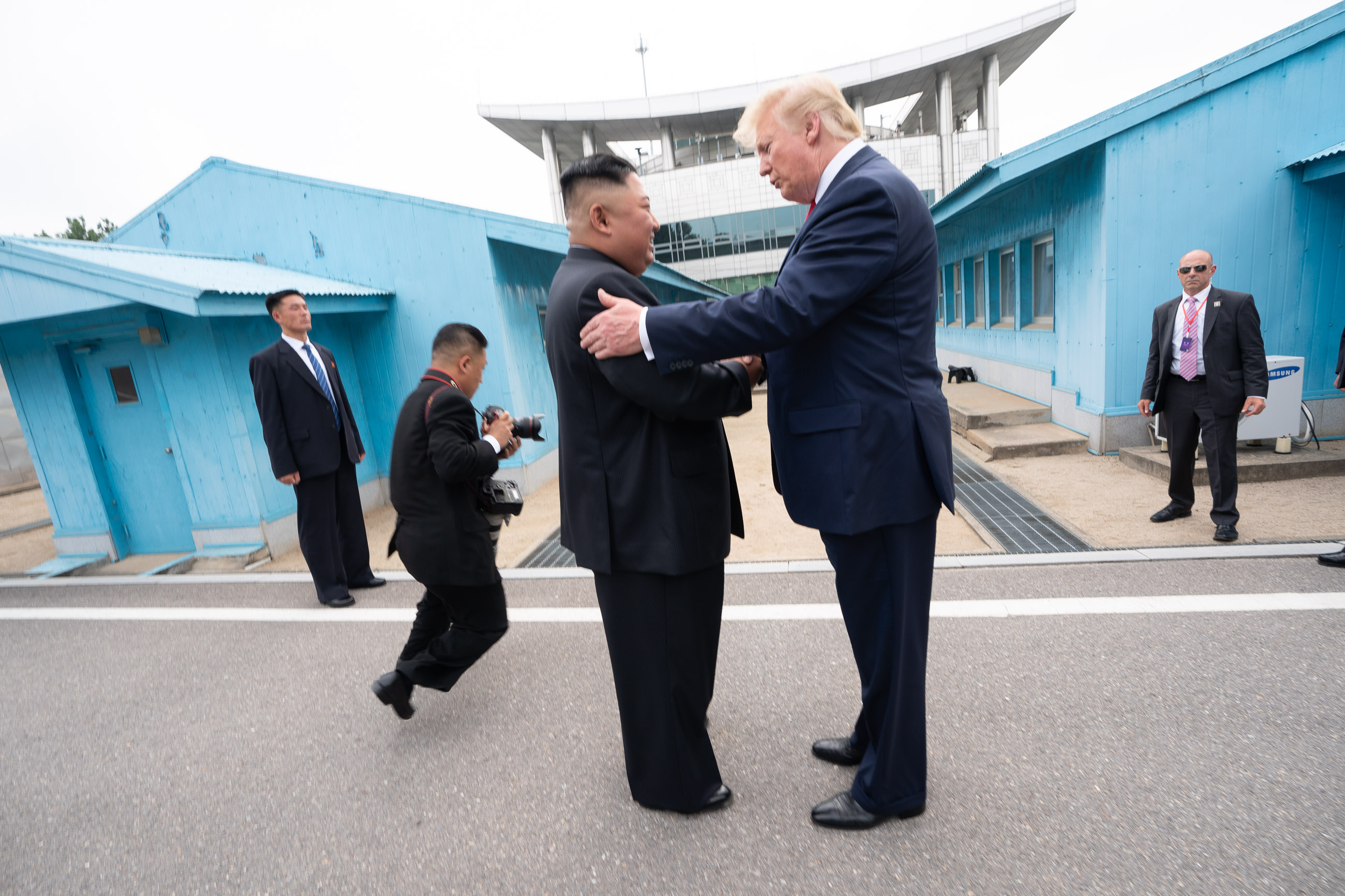
Trump y Kim en la parte norcoreana de la Zona desmilitarizada de Corea.

La Cumbre de la Zona desmilitarizada de Corea fue una reunión celebrada en la Zona desmilitarizada de Corea entre el jefe de Estado de Corea del Norte, Kim Jong-un, el presidente de los Estados Unidos Donald Trump y el presidente de Corea del Sur, Moon Jae-in, después de la Cumbre del G-20 de Osaka, el día 30 de junio de 2019. Trump cruzó la frontera a las 3:45 PM (GMT + 9) el 30 de junio, marcando la primera vez que un presidente de los EE. UU. puso  pie en suelo norcoreano. Los consejeros presidenciales de los Estados Unidos, Ivanka Trump y Jared Kushner, también asistieron a la cumbre, con Ivanka Trump y el embajador americano Harry B. Harris manteniendo una reunión con Kim televisada en Corea de Norte.

## Antecedentes
Un número de otros presidentes de los Estados Unidos en funciones habían viajado previamente a la Zona Desmilitarizada de Corea (DMZ) y habían visto a Corea del Norte a través de binoculares, pero ninguno se había reunido con los líderes de Corea del Norte o viajó dentro del territorio de Corea del Norte.

## Anuncio

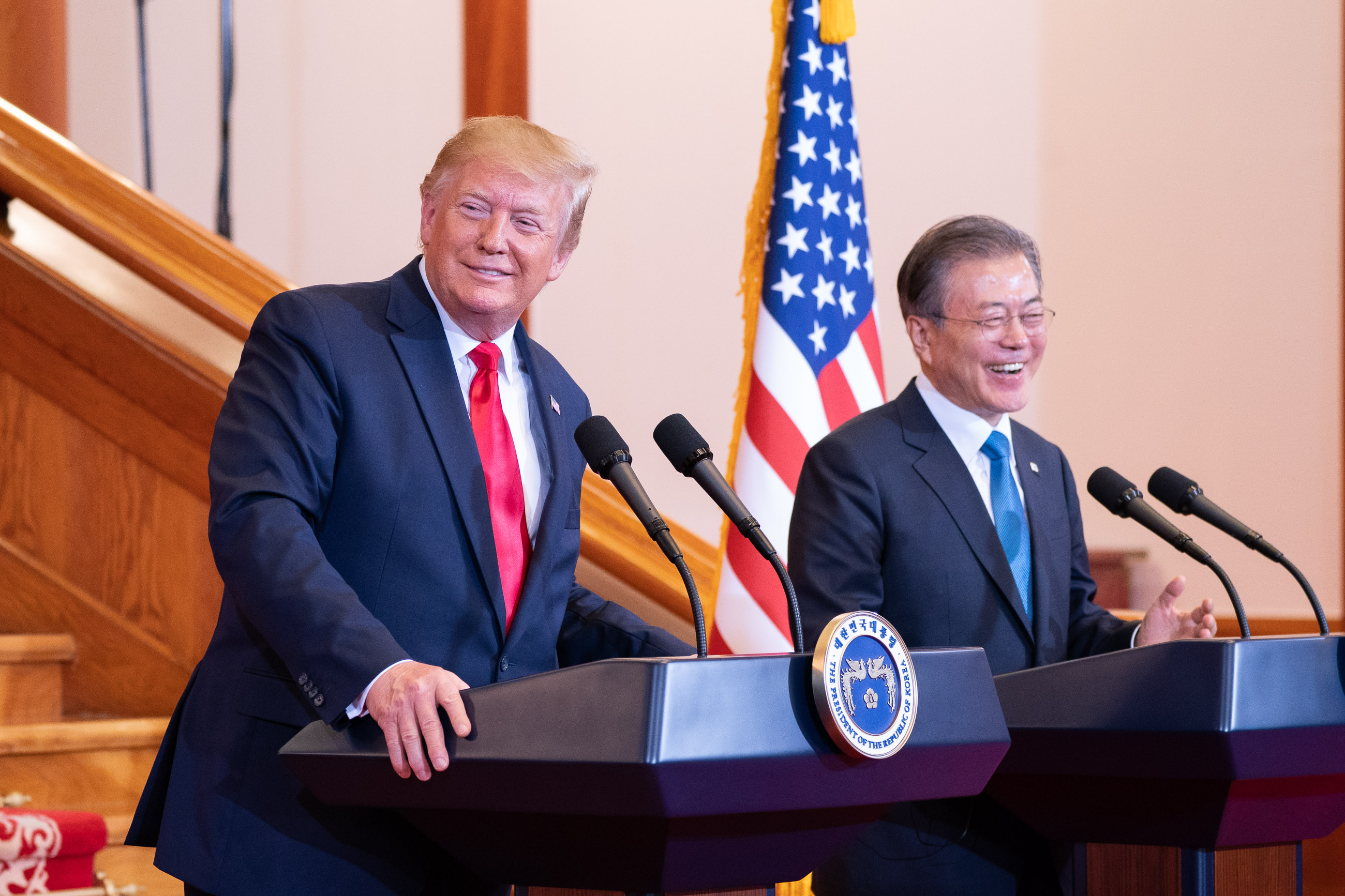
Moon y Trump anunciando la reunión en una conferencia de prensa en Seúl.

El 24 de junio de 2019, la Casa Azul confirmó que Trump haría una visita a Corea del Sur el 30 de junio y que la Casa Blanca estaba tratando de programar una visita a la Zona desmilitarizada de Corea. El 29 de junio, antes de salir de Japón para Corea del Sur, Trump tuiteó: "Si el Presidente Kim de Corea del Norte ve esto, me reuniría con él en la frontera / DMZ solo para darle la mano y decir ¡Hola (?)!". Durante la conferencia de prensa de Corea del Sur y Estados Unidos U.S. en la cumbre, el presidente de Corea del Sur, Moon Jae-in, anunció que Trump se reuniría con Kim durante su visita a la DMZ. Moon predijo que un apretón de manos entre Trump y Kim en la DMZ sería un "hito" para los esfuerzos de desnuclearización en la península.
Aunque la reunión se presentó como una reunión espontánea o improvisada, Kim y Trump intercambiaron cartas a principios de mes, y Andrei Lankov de la Universidad de Kookmin dijo que era inconcebible que los líderes de dos naciones poderosas organizaran una reunión en tales lugares y describió el evento como una actividad preestablecida diseñada para enviar un mensaje político sin generar expectativas sobre el progreso real.

## Cumbre
A las 15.30 hora coreana, en Panmunjom, la Aldea de la paz, en la frontera que ha visto celebrar más de 800 rondas de conversaciones entre las dos Coreas, Trump salió de la Casa de la paz, en el Sur. Kim lo hacía desde el pabellón de Panmunjak, en el Norte, en una escena copiada de la cumbre intercoreana que en abril del año pasado celebraron el mandatario y el presidente surcoreano, Moon Jae-in.
Tras las conclusiones de la cumbre de Osaka del G20 en Japón en 2019, el 30 de junio de 2019, Trump y el presidente de Corea del Sur, Moon Jae-in, visitaron la DMZ antes de la reunión con el líder norcoreano Kim Jong-un. Kim invitó a Trump a cruzar la línea fronteriza, y ambos hombres cruzaron brevemente a Corea del Norte antes de regresar a Corea del Sur. Trump se convirtió así en el primer presidente de Estados Unidos en entrar a Corea del Norte. Antes de cruzar a Corea del Norte, Kim le dijo a Trump: "es bueno verte de nuevo" y "nunca esperé encontrarte en este lugar", y le dio la mano a Trump. Trump dijo que era "mi honor" entrar en Corea del Norte. Durante su reunión, Trump también invitó a Kim a la Casa Blanca, aunque más tarde reconoció que esto probablemente no ocurriría en el corto plazo. Trump dijo de Kim: "Están sucediendo muchas cosas realmente maravillosas, cosas tremendas. Nos conocimos y nos gustamos desde el primer día, y eso fue muy importante". Moon se unió a Trump y Kim, y los tres hablaron por un breve momento antes de que Kim y Trump celebraran una reunión privada bilateral de 53 minutos dentro de la Casa de la Paz.
El principal asesor de Trump, Ivanka Trump, el asesor senior Jared Kushner, el secretario del Tesoro Steven Mnuchin y el embajador de Estados Unidos en Corea del Sur Harry B. Harris, Jr., acompañaron a Trump a la DMZ. Ivanka Trump se unió al presidente en su reunión con Kim.
En comentarios después de la reunión, Kim dijo que al reunirse en la Zona desmilitarizada de Corea, "estamos mostrando al mundo que tenemos un nuevo regalo, y esto le estamos mostrando al mundo que tendremos reuniones positivas en el futuro".